# Centrální park Pankrác
Centrální park Na Pankráci, někdy také Park Na Děkance, dříve park Družby, je travnatá plocha mezi domy pankráckého sídliště v Nuslích. Situován je mezi Sídliště Pankrác I a oblast zvanou Na Děkance. Společně s nedalekými Kavčími horami poskytuje místním obyvatelům alespoň trochu zeleně. V parku se nachází kavárna (Kavárna "Na půl cesty"), vodotrysk a dětské hřiště.